# Pseudoleptomesochrella brevifurca
Pseudoleptomesochrella brevifurca är en kräftdjursart som beskrevs av Wells 1970. Pseudoleptomesochrella brevifurca ingår i släktet Pseudoleptomesochrella och familjen Ameiridae. Inga underarter finns listade i Catalogue of Life.